# Sarah Mkhonza
Sarah Mkhonza (1957) es una escritora y activista a favor de los derechos de las mujeres Swazi, que reside en Estados Unidos.
Mkhonza obtuvo su doctorado por la Michigan State University. Trabajó como periodista para el The Swazi Sun y The Observer, y enseñó inglés y lingüística en la Universidad de Suazilandia. Al ser sus escritos muy críticos de las autoridades de Suazilandia, le ordenaron que dejara de escribir. Las agresiones y amenazas subsiguientes hicieron que buscara asilo político en Estados Unidos en 2005.
Mkhonza cofundó la Asociación de Mujeres Africanas (Association of African Women) y el Grupo de Fondos de Libros Africanos (African Book Fund Group) en la Michigan State University. Ha enseñado en el Centro de Estudios e Investigaciones Africanas en la Universidad de Cornell, en la Universidad de Boston y en la Universidad de Stanford.
En 2002, recibió un Premio Hammett-Hellman de Human Rights Watch. Mkhonza ha recibido también el premio Oxfam Novib/PEN.

## Obras selectas
- What the future holds
- Two Stories (2007)
- Woman in a Tree (2008)
- Weeding the Flowerbeds